# Las Conchas (Sonora)
Las Conchas es una localidad residencial en el este del municipio de Puerto Peñasco en el estado de Sonora, México. Alejado 3 kilómetros de la ciudad de Puerto Peñasco, en la orilla del mar, el área contiene principalmente casas que poseyeron ciudadanos estadounidenses jubilados que aprovechan la cercanía de la región a la frontera con Arizona. La zona es un gran e importante desarrollo turístico con una gran extensión de playa, con 111 residentes permanentes pero en periodos vacacionales con más de 3,000 residentes.
Directamente al norte de Las Conchas está el Estero Morúa, aquí se ubica la organización medioambiental, CEDO (Centro Intercultural de Estudios de Desiertos y Océanos).